# Franciszek I (książę Lotaryngii)
Franciszek I Lotaryński (ur. 23 sierpnia 1517 w Nancy, zm. 12 czerwca 1545 tamże) – książę Lotaryngii, Bar i markiz de Pont-à-Mousson.
Urodził się jako najstarszy syn księcia Lotaryngii Antoniego II Dobrego i jego żony księżnej Renaty. Na tron wstąpił po śmierci ojca 14 czerwca 1544.
10 lipca 1541 w Brukseli poślubił owdowiałą 24 października 1535 po śmierci księcia Mediolanu Franciszka II Sforzy księżniczkę duńską Krystynę, córkę króla Chrystiana II, zostając jej drugim mężem. Para miała troje dzieci:
- Karola III Wielkiego (1543–1608), kolejnego księcia Lotaryngii
- Renatę (1544–1602),
- Dorotę (1545–1621)